# Amegilla proboscidea
Amegilla proboscidea är en biart som beskrevs av Maurits Anne Lieftinck 1956. Amegilla proboscidea ingår i släktet Amegilla och familjen långtungebin. Inga underarter finns listade i Catalogue of Life.